# Karl Christian Thust

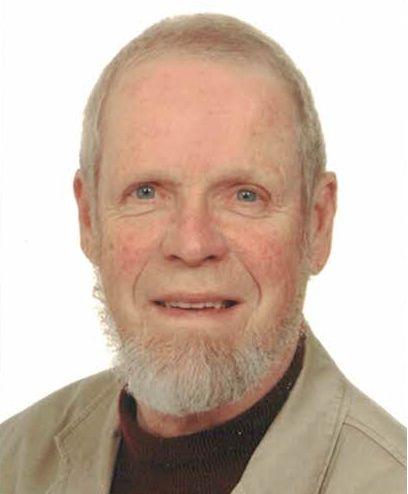
Karl Christian Thust (2017)

Karl Christian Thust (* 12. Januar 1942 in Oberschreiberhau, Riesengebirge) ist ein deutscher Kirchenmusiker, evangelischer Theologe, Religionspädagoge und Hymnologe.

## Leben
Thust wuchs nach der Flucht aus Schlesien in Rinteln/Weser und Diez/Lahn auf. In Frankfurt/Main und Schlüchtern legte er nach Studium der Kirchenmusik die C- und B-Prüfung ab und studierte anschließend Evangelische Theologie in Hamburg und Mainz, wo er 1972 zum Dr. theol. promoviert wurde. Seit 1959 betätigt er sich als Organist und Chorleiter, elf Jahre als Kantor auch hauptberuflich, vor allem in der Burgkirche in Ingelheim, wo er nach wie vor pfarramtliche und kirchenmusikalische Dienste übernimmt. Von 1972 bis 2002 wirkte Thust als Schulpfarrer einschließlich AG-Leitung und Gemeindediensten in Mainz und Ingelheim sowie seit Studienzeiten mit zahlreichen Veröffentlichungen und Vorträgen auch als Hymnologe, mit Schwerpunkt auf neuen geistlichen Liedern und den Liedern des Evangelischen Gesangbuchs. Er ist Mitglied der Internationalen Arbeitsgemeinschaft für Hymnologie (IAH). 
Aus der Ehe mit der Ärztin Doris Thust gingen zwei Kinder hervor.

## Publikationen (Auswahl)
- Das Kirchen-Lied der Gegenwart. Kritische Bestandsaufnahme, Würdigung und Situationsbestimmung (Diss. Mainz 1972), Göttingen 1976, ISBN 3-525-57170-4.
- Bibliografie über die Lieder des Evangelischen Gesangbuchs. Göttingen 2006, ISBN 3-525-50336-9 und ISBN 978-3-525-50336-2.
- Die Lieder des Evangelischen Gesangbuchs, Band 1: EG 1-269 Kirchenjahr und Gottesdienst. Kommentar zu Entstehung, Text und Musik. Kassel 2012, ISBN 978-3-7618-2245-6.
- Die Lieder des Evangelischen Gesangbuchs, Band 2: EG 270-535 Biblische Gesänge und Glaube-Liebe-Hoffnung. Kommentar zu Entstehung, Text und Musik. Kassel 2015, ISBN 978-3-7618-2268-5.
- Bibliografie über die Lieder des Evangelischen Gesangbuchs. Neufassung. Ingelheim 2016, ISBN 978-3-00-055129-1.

| Personendaten    | Personendaten                                                                     |
| ---------------- | --------------------------------------------------------------------------------- |
| NAME             | Thust, Karl Christian                                                             |
| KURZBESCHREIBUNG | deutscher Kirchenmusiker, evangelischer Theologe, Religionspädagoge und Hymnologe |
| GEBURTSDATUM     | 12. Januar 1942                                                                   |
| GEBURTSORT       | Oberschreiberhau, Riesengebirge                                                   |